# 鄭敬
鄭敬（1413年—1470年），字德聚，福建福州府福清縣人，廣東東莞縣軍籍。明朝政治人物。進士出身。

## 生平
正统六年（1441年），舉壬戌科廣東乡试二十九名。正統七年（1442年），聯捷壬戌科進士，授南京廣東道監察御史。不久改江西道。陞江西按察司僉事，改雲南。累官山東按察司副使。卒年五十八。

## 家族
曾祖鄭誠，祖父鄭賢，父鄭美。